# Narvik Museum

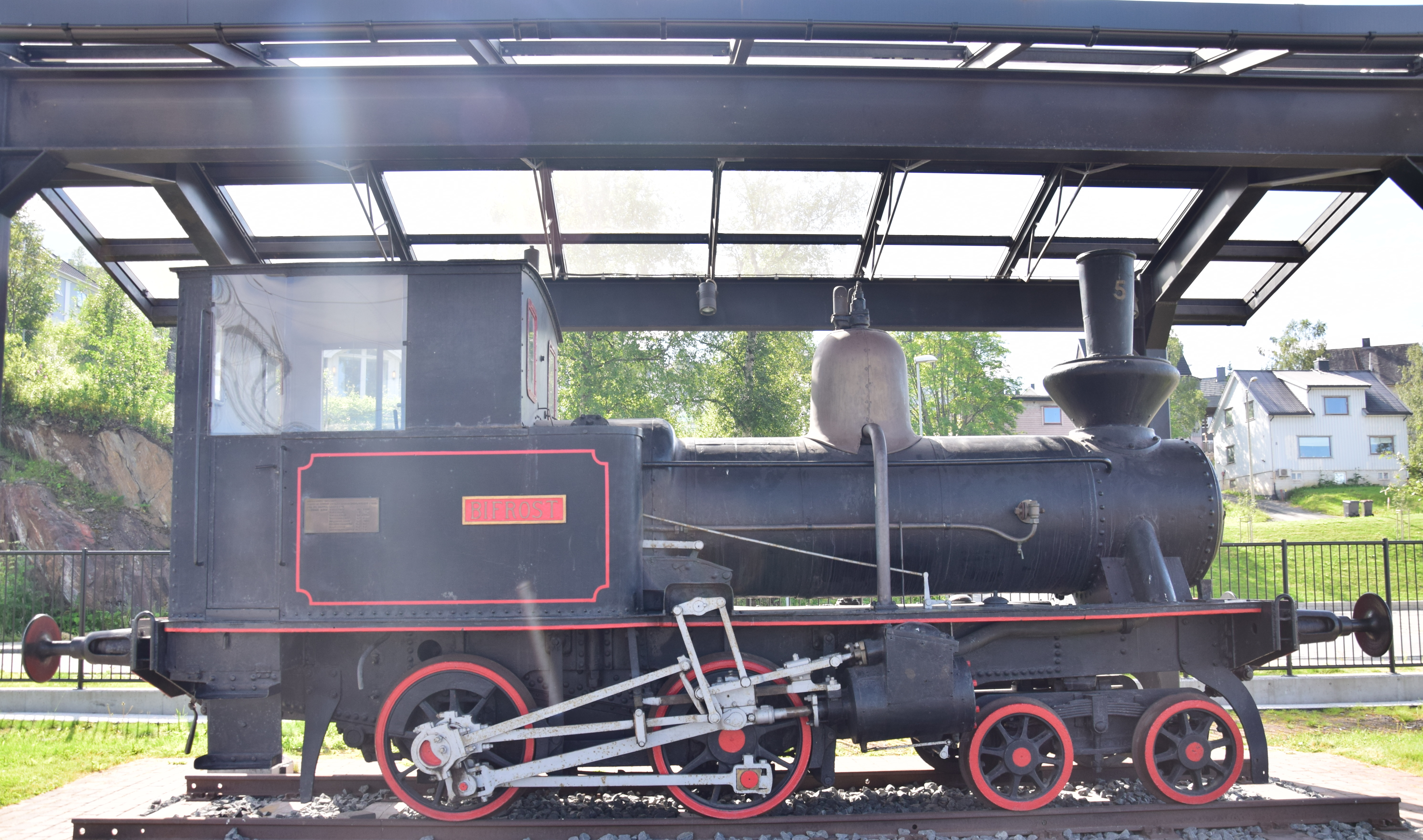
Loket Bifrost, ursprungligen på Börringe-Anderslövs Järnväg, senare på LKAB i Narvik, utanför museet.

Narvik Museum, tidigare Ofoten Museum, är ett norskt lokalhistoriskt museum i Narvik, som visar framför allt Narviks och Ofotbanens historia.
Ofoten museum instiftades 1981, och var, tills den inlemmades i Museum Nord 2004, ett regionmuseum för Ofoten och ett lokalhistoriskt museum för Narvik.
Narvik Museum ligger sedan 1995 i Malmbanans tidigare kontorsbyggnad från 1902, som ritades av Paul Armin Due (1870–1926)